# Two Sigma
Two Sigma是一家总部位于美国纽约市的对冲基金投资公司，以使用包括人工智能、机器学习、分布式计算等多种科技方法管理投资策略著称。公司由約翰·歐維德克和大衛·西格爾主持运营。

## 历史
Two Sigma由約翰·歐維德克、大衛·西格爾和马克·皮卡德于2001年创立。西格尔是麻省理工学院的计算机科学博士，在创立Two Sigma公司之前，曾担任D.E.肖公司的首席信息官职务。歐維德克是国际数学奥林匹克银牌得主，后来在斯坦福大学学习数学，在离开Two Sigma之前，他在D. E. Shaw公司担任常务董事。
根据Two Sigma的说法，该公司的名字是为了反映sigma这个词的双重性。小写的西格玛σ指的是投资回报率相对于给定基准的波动性，而大写的西格玛Σ指的是总数。该公司的网站说，通过把与基准相比的单个头寸的波动率加在一起，Two Sigma可以放大预测信号。
2013年10月，Two Sigma Private Investments宣布与Stephen Hannahs联合成立Wings Capital Partners，这是一家商业航空私募股权、投资、咨询和融资公司。2014年7月，宣布花旗集团的全球股票衍生品销售和交易主管西蒙·耶茨（Simon Yates）离开该行，加入Two Sigma。
2014年2月，《福布斯》报道，Two Sigma的前雇员高康（Kang Gao，时年29岁）被曼哈顿地区检察官起诉，他被指控使用远程访问设备查看Two Sigma的专有交易模型，并将这些信息通过电子邮件发送到他的个人电子邮件账户，解除量化交易策略、交易模型、营销演示和科学白皮书。 该案件，即纽约诉高康案，导致高康截至2014年10月被判入狱8个月。2015年2月，高康承认「非法获取和复制与公司交易方法有关的专有和机密信息」。
2016年，Two Sigma投资公司在Penta的百强对冲基金中排名第11位。截至2017年初，Two Sigma已经使用众包选项来寻找交易信号。到2017年3月，该基金在Kaggle上举办了一场编码交易算法的比赛。
该基金在2011年11月管理约80亿美元，2014年10月管理230亿美元，到2015年底管理320亿美元。截至2017年10月，该基金的资产达到500多亿美元。2019年5月，该基金的资产达到600亿美元。2020年10月，这个数字略微下降到580亿美元，因为Two Sigma的风险前提、绝对回报和宏观基金出现损失。